# تفک
تفک، روستایی از توابع بخش مرکزی شهرستان بوئین‌زهرا در استان قزوین ایران است. اکثریت جمعیت روستا از طایفه برچلو و یا بزچلو (هر دو تلفظ متفاوتی از یک نام است) هستند که یکی از طوایف بزرگ ایل بیات محسوب می‌شود و در استان‌های قزوین، مرکزی و همدان به شکل پراکنده زندگی می‌کنند. شغل اصلی مردم آن دامداری و باغداری است و محصولاتی نظیر انگور، بادام، گردو و هندوانه را تولید می‌کنند.

## جمعیت
این روستا براساس سرشماری مرکز آمار ایران در سال ۱۳۸۵، جمعیت آن ۶۱۵ نفر (۱۶۵خانوار) بوده‌است.

## گردشگری
در این روستا یکی از بهترین انواع هندوانه در جهان پرورش داده می شود بطوریکه در نوشته های مارکوپولو از آن یاد شده است. همچنین ابن سینا در مسیر گذر به سمت همدان از این روستا بازدید کرده است.قلعه کپک قزی که بقایای آن امروزه در منطقه دیده می شود محل سکونت خوانین شاهسون دوره تیموریان می باشد.